# テックタッチ
テックタッチ株式会社は、東京都港区に本社を置く、デジタルアダプションプラットフォーム「テックタッチ」を提供するスタートアップ企業。

## 概要
主に、Web上のあらゆるシステムの操作画面上に入力ガイドを設置でき、ユーザーを正しくゴールまで導けるようになるガイド・ナビゲーションツール「テックタッチ」を開発・提供している。2018年3月1日に代表取締役の井無田仲により創設された。
理念は「すべてのユーザーがシステムを使いこなせる世界に」であり、既存システムの改修なしで操作画面にガイド表示することで、業務効率を図り社内問い合わせ削減にも貢献する。

## 主な商品・サービス
「テックタッチ」はシステムに開発や改修といった手を加えることなく、まるでシステム上に一枚の透明な下敷きをかぶせたような形でナビゲーションを表示することができるツールで、ノーコード、プログラミングなしで、誰でも簡単に作ることができるというのが大きな特徴。
トヨタ自動車や三菱商事など大企業を中心に導入は進み、利用者数は400万人を突破した。地方自治体や中央省庁といった公共分野の開拓にも力を入れており、2023年7月には神戸市のホームページに採用された。

## 創業者/CEO
井無田 仲 
慶應義塾大学法学部を卒業後、新生銀行、ドイツ証券にて企業の資金調達/M&A助言業務に従事。 
その後ユナイテッド社で事業責任者、米国子会社代表として、米国スタートアップとの資本業務提携、数千万ダウンロードのアプリサービスなどの事業推進を実施。 コロンビア大学MBA卒。2018年3月にテックタッチ株式会社を創業。

## 株主/出資者[6]
- DNX Ventures
- 三菱UFJキャピタル
- SMBCベンチャーキャピタル株式会社
- みずほキャピタル株式会社
- NTTドコモ・ベンチャーズ
- 電通ベンチャーズ
- BRICKS FUND TOKYO（三菱地所株式会社）
- Sony Innovation Fund
- THE CREATIVE FUND
- DNX Ventures
- DBJキャピタル株式会社
- Archetype Ventures

## 沿革
- 2018年 3月 設立
- 2019年 サービス提供開始
- 2019年 9月 1.2億円の資金調達完了
- 2020年 2月 FUJITSU ACCELERATOR 優秀企業賞 選出
- 2020年 7月 シリーズA（総額5億円）資金調達完了
- 2020年 8月 週刊東洋経済 すごいベンチャー100 選出
- 2021年12月 Forbes Cloud 20Rising Stars 選出
- 2022年11月 ASPIC IoT・AI・クラウドアワード2022 準グランプリ
- 2022年12月 国内ユーザ数200万人突破
- 2023年 1月 シリーズB（総額17.8億円）資金調達完了
- 2023年 3月 SAP Partner Innovationアワード受賞※1
- 2023年 4月 J-Startup 選出※2
- 2024年 4月 日本経済新聞社「スタ★アトピッチJapan」りそな銀行賞受賞

※1 SAPビジネスへの貢献度ならびに顧客満足度などにおいて、極めて高く評価されたパートナー企業に授与。パートナーアセットとしての売上実績とSAP社との連携による協業施策の強化・展開を評価。
※2 経済産業省・日本貿易振興機構（JETRO）・新エネルギー・産業技術総合開発機構（NEDO）が事務局となり、国内1万社以上のスタートアップから選定。

## 受賞歴[6]
- 2020年：週刊東洋経済「すごいベンチャー100」選出
- 2020年：Forbes JAPAN 「CLOUD 20 Rising Stars」選出
- 2020年：FUJITSU ACCELERATOR 第8期ピッチコンテスト 優秀賞
- 2022年：日本DX大賞支援機関部門 ファイナリスト選出
- 2022年：グッドデザイン賞 受賞
- 2022年：総務省後援 ASPIC IoT･AI･クラウドアワード 基幹業務系ASP・SaaS部門 準グランプリ 受賞
- 2023年：SAP AWARD OF EXCELLENCE2023  Partner Innovationアワード 受賞
- 2023年：経済産業省「J-Startup」選出
- 2023年：ITreview 「ITreview Grid Award」3部門にて「Leaders」受賞
- 2023年：みずほ銀行「Mizuho Innovation Award」受賞
- 2024年：日本経済新聞社「スタ★アトピッチJapan」りそな銀行賞 受賞